# Șobolan andin
Șobolan andin (Lenoxus apicalis) este singura specie din genul Lenoxus. Este o rozătoare găsită exclusiv pe versanții estici ai Anzilor, în sud-estul Perului și vest-centrul Boliviei. 

## Taxonomie
Șobolanul andin este o rozătoare din tribul Akodontini⁠(en)[traduceți]. A fost descris ca specie în 1900 de către Joel Asaph Allen⁠(en)[traduceți] și este singura specie din genul Lenoxus, gen descris în 1909 de Oldfield Thomas. Examinarea genomului său demonstrează că această specie nu este strâns înrudită cu Oxymycterus⁠(en)[traduceți], așa cum se credea înainte, ci este destul de distinctă, aceasta despărțindu-se de ceilalți membri ai Akodontini imediat după radiația bazală a întregului grup.

## Descriere
Șobolanul andin este o specie de mărime medie, cu coada de 15–19 cm în lungime, aceasta fiind la fel de lungă sau chiar mai lungă decât lungimea de la cap până la trup, care este de 15–17 cm. Cântărește 55–90 g. Capul are un bot cam lung, întins la bază, iar urechile au fire de păr rare și sunt de circa 2 cm în lungime. Partea dorsală a corpului este de culoare negricioasă intercalată cu cenușiu, iar părțile laterale sunt cenușii-palide. Partea ventrală este cenușie-brună cu nuanță bubalină. Coada este cenușie-brună atât deasupra, cât și dedesubt, și are fire de păr rare. Sfertul terminal al cozii este alb și iese în evidență. Părțile superioare ale labelor picioarelor sunt cenușii, contrastându-se cu degetele albe ale picioarelor. Ghearele sunt înguste.

## Răspândire și habitat
Șobolanul andin este endemic pe versanții estici ai Anzilor, arealul său cuprinzând sud-estul Perului și vest-centrul Boliviei. Se găsește în păduri montane și de ceață⁠(en)[traduceți] la altitudini de 1.100 m până la 2.500 m. Nu populează terenuri cultivate.

## Ecologie
Istoria naturală a acestei specii este puțin cunoscută. În Peru au fost capturate specimene în timp ce acestea alergau printre ferigi dese și rădăcini de copaci acoperite de mușchi, pe când în Bolivia au fost capturate specimene în păduri mai uscate și mai puțin dese.

## Stare de conservare
Șobolanul andin este o specie comună. Rezită la un anumit grad de modificare a habitatului și populația sa este probabil numeroasă. Se găsește în trei arii protejate: Parcul Național Madidi⁠(en)[traduceți] și Área Natural de Manejo Integrado Apolobamba⁠(en)[traduceți] din Bolivia și Parcul Național Bahuaja-Sonene⁠(en)[traduceți] din Peru. Șobolanul andin este clasificat de către Uniunea Internațională pentru Conservarea Naturii ca specie neamenințată cu dispariția.